# Domenico Marchetti

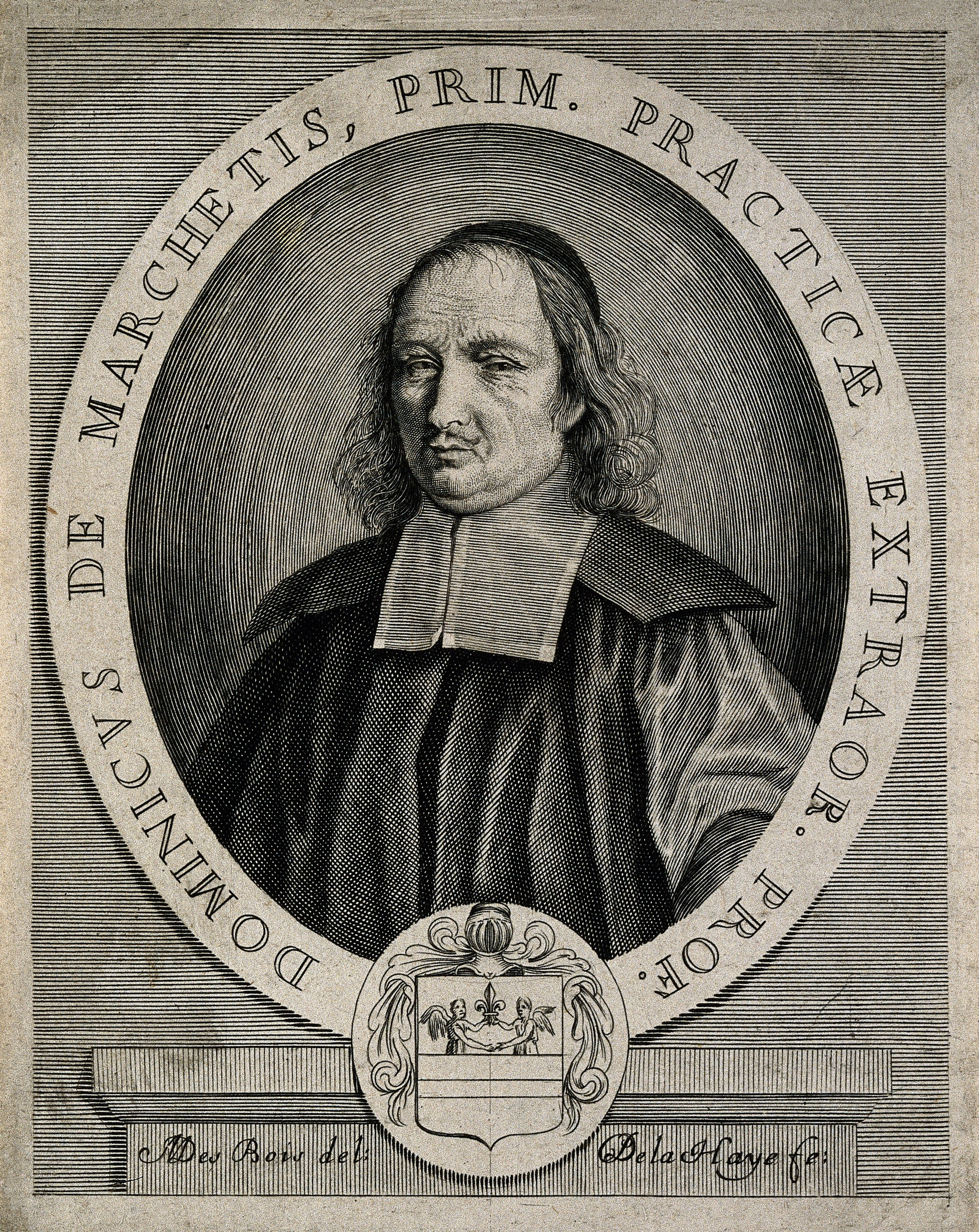
Professor Domenico Marchetti in Padua

Domenico Marchetti (Padua, 1626 – aldaar, 13 juli 1688) was hoogleraar anatomie en chirurgie aan de universiteit van Padua, gelegen in de republiek Venetië. De officiële naam van zijn leerstoel was ‘praktijkgeneeskunde’.
Zijn naam in het Latijn was Dominicus de Marchettis. 

## Levensloop
Domenico Marchetti was een zoon van Pietro Marchetti (1589-1673), hoogleraar chirurgie en anatomie in Padua. Zijn jongere broer was Antonio Marchetti (1640-1730), de latere chirurg en anatoom. Zoals zijn vader studeerde hij geneeskunde in Padua. In 1644 studeerde hij af en ging onmiddellijk aan de slag bij professor Johann Vesling, een Westfaalse chirurg in Padua. In 1649 stierf Johann Vesling. Marchetti volgde hem op als hoogleraar anatomie en chirurgie.
Door producten in de bloedvaten te spuiten kon hij anatomisch aantonen dat de slagaders en aders in elkaar overlopen, en dit in hun fijnste kalibers. 
Hij was de eerste chirurg die een nefrotomie uitvoerde (1652): een snede in de nier om een niersteen eruit te halen. Hij beschreef daarnaast voor het eerste maal hoe een pericarditis rond het hart ontstaat door een trauma op de borstkas.
In zijn geschrift Anatomica, gepubliceerd in 1652, nam hij de verdediging op van wijlen Johann Vesling. Vesling was overtuigd van de theorie van de bloedsomloop uitgewerkt door William Harvey; Veslings tegenstander Jean Riolan in Parijs was dat niet.
Domenico Marchetti en zijn vader Pietro werden samen begraven in een praalgraf in de Basilica di Sant'Antonio in Padua. Het was Antonio Marchetti, de jongere broer van Domenico, die dit alles organiseerde.